# Устьянцев, Василий Павлович
Василий Павлович Устьянцев (25 января 1875, Вятка, Вятская губерния, Российская империя — 1935, Москва, СССР) — ученый в области животноводства, профессор Киевского политехнического института.

## Биография

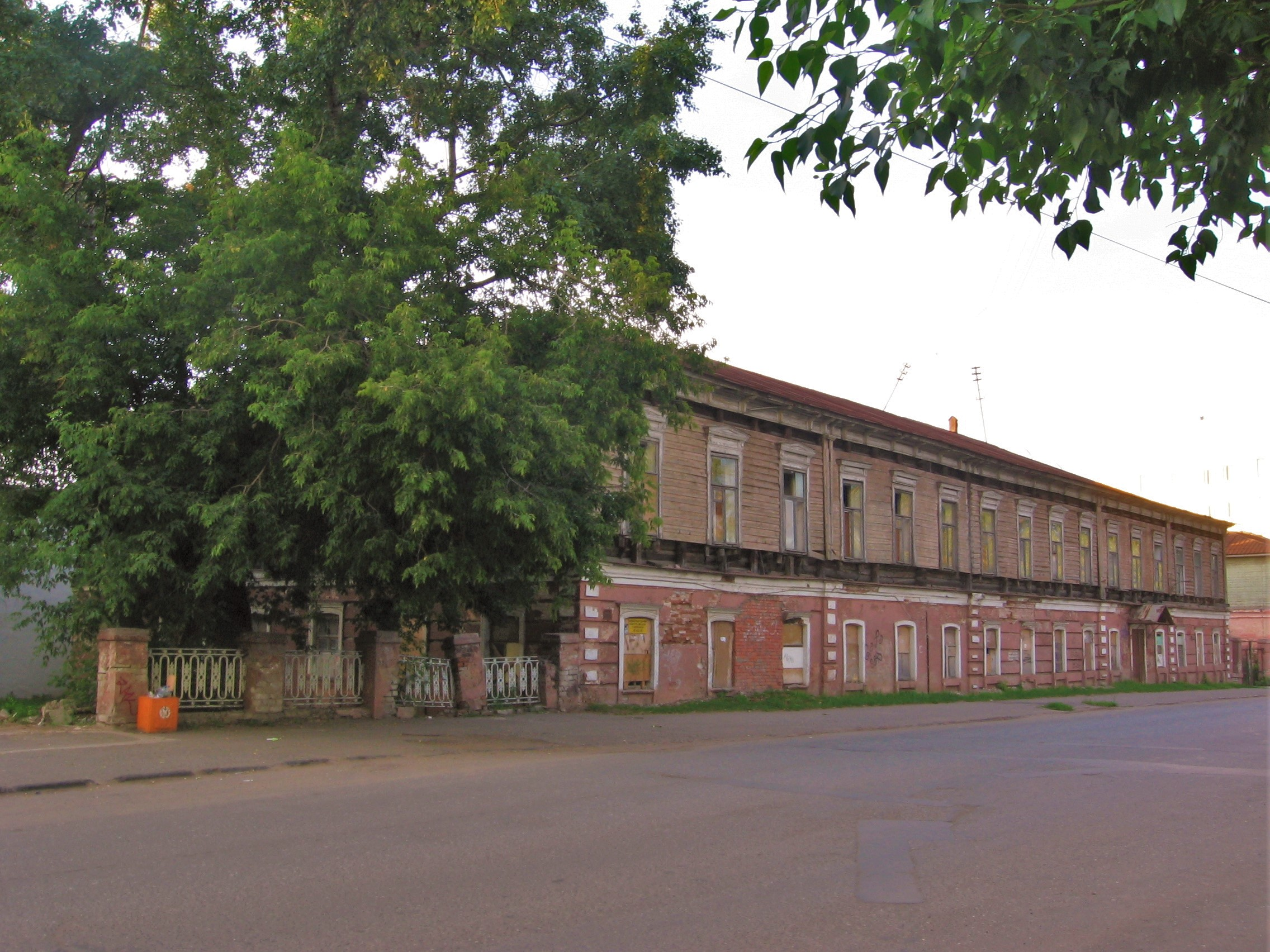
Вятское реальное училище

Родился в многодетной семье военного, был 11-м ребенком в семье. Окончил Вятское реальное училище.
В 1898 году окончил Новоалександрийский институт сельского хозяйства и лесоводства с отличием. После этого работал ассистентом на кафедре общей зоотехники под руководством профессора И. И. Калугина.
С 1904 года — агроном I разряда. Был отправлен того же года на стажировку в Европу, где, в частности, работал в лабораториях немецких физиологов Карла Фойта и Натана Цунтца. В 1906 году в Новороссийском университете защитил магистерскую диссертацию на тему «О питании травоядных животных клетчаткой и грубыми кормами».
С 1910 года работал на кафедре общей зоотехнии Киевского политехнического института. В 1911 году вновь командирован на стажировку за границу. В 1912 году возглавил кафедру специального скотоводства, а в 1914 стал профессором этой кафедры.
В 1920 году Устьянцева назначают деканом агрономического факультета КПИ, а с 1921 года — он стал заведующим кафедрой общего скотоводства. В дальнейшем происходила реорганизация КПИ с созданием двух новых институтов: сельскохозяйственного и ветеринарно-зоотехнического. 1 сентября 1922 года агрономический факультет превратили в Киевский сельхозинститут. Устьянцев возглавил агрономический факультет Киевского ветеринарно-зоотехнического института, а позже стал деканом основанного им зоотехнического факультета. Короткое время также был проректором КВЗИ (1921—1922), заведующий кафедры зоотехники и кормления сельскохозяйственных животных (1921—1930).
Также Устьянцев преподавал в Киевском сельхозинституте, с 1922 года заведовал кафедрой скотоводства.
В 1920 году он также возглавил Научно-исследовательскую кафедру зоотехнии при Управлении научными учреждениями. Также Устьянцева пригласили к участию во Всеукраинском комитете по исследовательскому делу и Научно-консультационном совете Народного комиссариата земледелия Украины.
С 1930 перешел к вновь созданному Всесоюзного института животноводства, где возглавил лабораторию кормления и обмена веществ сельскохозяйственных животных. В 1934 году также читал лекции в Московском институте коневодства.
Критиковался за деятельность сотрудника его лаборатории П. И. Крупского.
По некоторым данным репрессирован в 1935 году, в 1974 реабилитирован.
Умер в 1935 году.